# 斯丘厄角
斯丘厄角（英語：Skua Point），是南極洲的海岬，位於南喬治亞群島，處於巴夫半島的東部，在1930年由英國研究隊命名，該海岬由英國海外領土管轄。